# دغل‌باز
دغل‌باز (اسپانیایی: La impostora‎) یک مجموعه تلویزیونی تله‌نوولا اسپانیایی‌زبان است که توسط شبکه تلویزیونی تله‌موندو استودیوز میامی مسقر در ایالات متحده آمریکا تهیه شده‌است.